# Föreningen för kvinnans politiska rösträtt i Jönköping

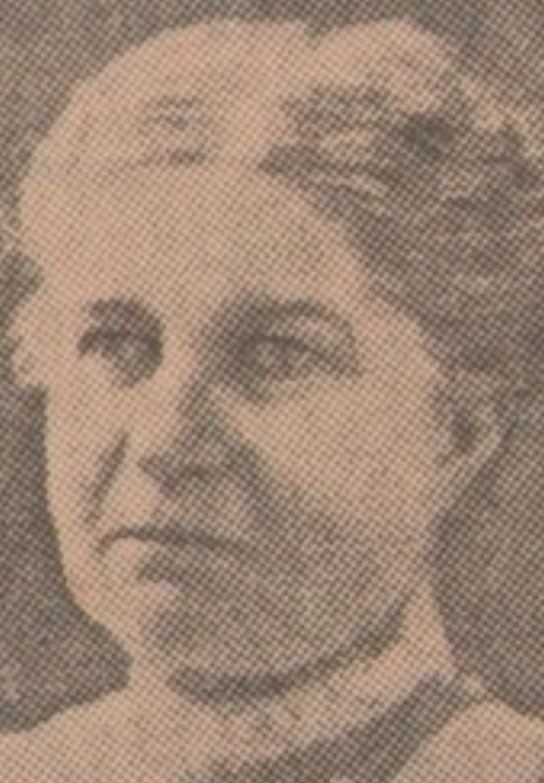
Emma Aulin

Föreningen för kvinnans politiska rösträtt i Jönköping, även kallad Jönköpingföreningen för kvinnans politiska rösträtt, var Jönköpings lokalförening inom Landsföreningen för kvinnans politiska rösträtt (LKPR). Föreningen bildades 8 mars 1906 och var verksam lokalt i Jönköping för införandet av kvinnors rösträtt i Sverige.
Bland aktiviteterna fanns föredrag, samkväm, insamling av medel och förhandlingar om samarbete med andra organisationer. 
1908 rapporterades: 
"Till några av riksdagsmännen i länet ha avlåtits brev med begäran om deras medverkan inom riksdagen för någon av dessa motioner. Stadens riksdagsman, som är vän av kvinnans rösträtt, uppvaktades personligen. [...] Till stadens 540 kommunalt röstberättigade kvinnor ha omedelbart före ett större stadsfullmäktigeval här i december utsänts centralstyrelsens tryckta uppmaning till deltagande i de kommunala valen, vilken åtgärd visade sig ha god verkan på intresset för valet.".

## Ordförande
- Ragnhild Spånberg, 1906-1910
- Ellen Palmstierna, 1910-1912
- Emma Aulin, 1912-1921